# ハイ・タイムズ
『ハイ・タイムズ』（High Times）は、アメリカ合衆国発刊の雑誌である。嗜好品としてのカンナビス（大麻）使用の合法化を強く主張している。近年では編集者ジョン・メイラー（ノーマン・メイラーの息子）のもと明確な左派的思想を打ち出している。雑誌誕生から30周年を迎えた号では、「最新カナビスグッズ30品」、「グレート・マリファナ30種」、「カナビス愛好者トップ30人」などの特集を組んだ。大麻に寛容なカナダ、アメリカ西海岸などでは、コンビニエンスストアでも気軽に入手可能である

## 起源
トム・フォーケードはいくつかの匿名人・匿名機関をまとめたアンダーグランド団体をつくり、1974年に雑誌発刊に到った。大麻草などの写真を見開きページで大々的に掲載するなどの（当時としては珍しい）手法をとった。1970年代後期から1980年代初頭までの一時期間だけコカインを特集したこともあったが、現在はしていない。1988年にスティーブン・ヘイガーが編集長になってから、ハードドラッグ類の記事を一切排除し、個人使用目的の大麻栽培を肯定する路線をとった。また彼はアムステルダムでのカナビス・カップや「The Freedom Fighter」（ヘンプ合法化グループ）などを設立した。

## 関連活動
インターネット配信
月刊雑誌から補足的な内容をネット配信している。
支援
カナビスカップ、マリファナに関連した映画・テレビ番組・音楽など、カナビス関連の文化を支援している。
映画
2002年、フランク・アドニスをフィーチャーなどをしたインディーズ・コメディーを製作した。
2003年、カナビスカップのドキュメンタリー映像を製作。
出版
2004年、過去発刊された記事・インタビューのベスト版的内容の「The High Times Reader」を出版した。
テレビ出演
2007年にスティーブン・ヘイガーは、『ハイ・タイムズ』のオフィスを舞台としたリアリティー番組に出演した。

## その他の執筆者
- チャールズ・ブコウスキー - 詩人・作家
- トルーマン・カポーティ - 小説家
- サミュエル・R・ディレイニー - SF作家
- ステファン・ガスキン博士 - ヒッピーの象徴的存在だった作家
- Peter Gorman - 調査報道家（独自の視点から取材・報道するジャーナリスト）
- Dennis King - 調査報道家
- William Levy - 作家
- Ed Rosenthal - カリフォルニアの園芸家
- Hunter S. Thompson - ジャーナリスト、作家

## 著名人
『ハイ・タイムズ』の表紙を飾った著名人。
| - ビル・ヒックス - ミック・ジャガー - ボブ・マーリー - ダミアン・マーリー - チーチ&チョン - ジョニー・ロットン - オジー・オズボーン - マリリン・マンソン - スヌープ・ドッグ - ザ・ゲーム - サシャ・バロン・コーエン（アリ・G） - ロブ・トーマス - George Carlin - ジャック・ブラック - Jason Mraz - Hank Williams III - バスタ・ライムス - メソッド・マン | - ジェリー・ガルシア - John Garcia - ジェナ・ジェイムソン - ビーニ・マン - ショーン・ポール - ウィリー・ネルソン - テネイシャスD - モブ・ディープ - Ying Yang Twins - Kottonmouth Kings - ウディ・ハレルソン - Jay & Silent Bob - B-Real - アイス・キューブ - ボブ・ディラン - レッドマン - ロブ・ヴァン・ダム - アーノルド・シュワルツェネッガー |